# Gorkhaland

Bandera de Gorkhaland.

Gorkhaland es un estado reivindicado por los gorkhas o gurkhas en el norte de Bengala.

## Movimientos Políticos

### Gurkha National Liberation Front (GNLF)
El Gurkha National Liberation Front (GNLF), que por unos años dirigió la lucha armada, es el principal partido Gurkha. En la actualidad amenaza con volver a la lucha si no obtiene la creación del estado.

### Gorkhaland United Front (GUF)

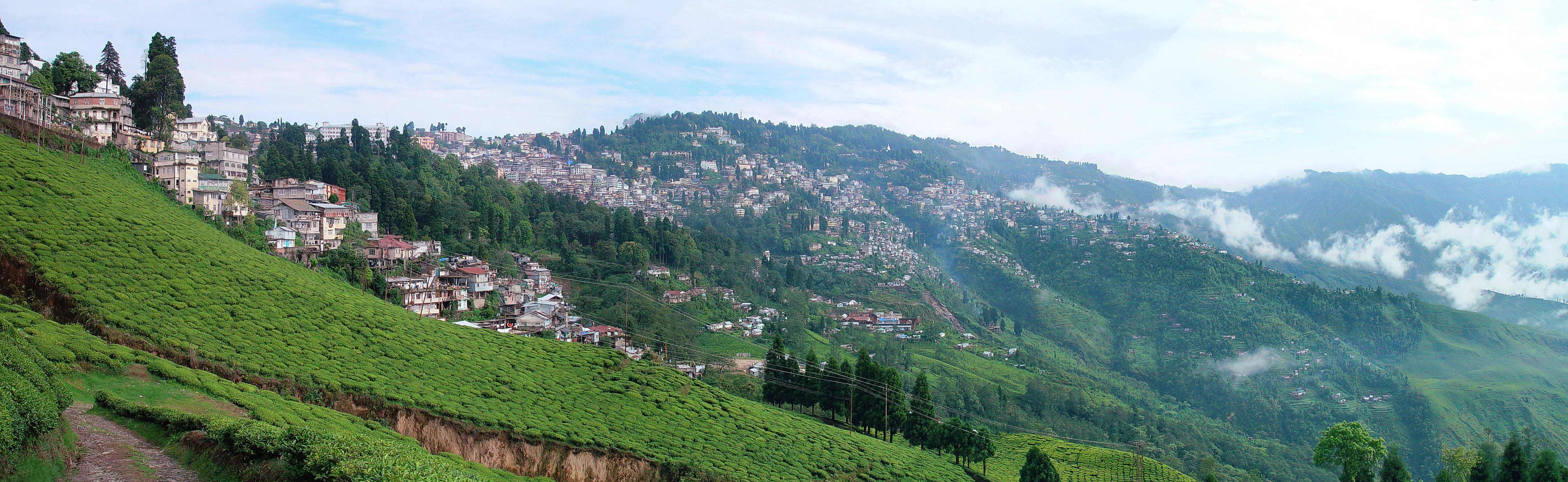
Vista de Darjeeling, donde se encuentra el movimiento Gorkhaland.

El Gorkhaland United Front (GUF) es una alianza de partidos formada en 1999 que comprende al Communist Party of Revolutionary Marxist (CPRM), el All India Gorkha League (AIGL) y el sindicato National Union of Plantation Workers (NIPW). Esta alianza amenaza con pasar a la lucha armada en favor de la creación de Gorkhaland.